# Hoplopleura kondana
Hoplopleura kondana är en insektsart som beskrevs av Gaurav K. Mishra 1981. Hoplopleura kondana ingår i släktet Hoplopleura och familjen gnagarlöss. Inga underarter finns listade i Catalogue of Life.